# Сидоренко Петро Семенович
Петро́ Семе́нович Сидоре́нко  (16 травня 1926 — 6 травня 2007) — український маляр і графік родом з Криворіжжя (Україна).
Від 1950 року в Торонто (Канада).
Пейзажі, портрети, натюрморти і книжкова графіка. Провадив у Торонто мистецьку дитячу студію.